# معادله حالت

تغییرات حجم بر حسب فشار برای یک ماده در دمای ثابت

معادلهٔ حالت معادله‌ای در علم فیزیک و ترمودینامیک است که  به بررسی رابطهٔ بین فشار، حجم و دما می‌پردازد. در معنی مخصوص خود، یک «معادله حالت» معادله‌ای ترمودینامیکی است که حالات مختلف ماده را در وضعیت‌های فیزیکی گوناگون توصیف می‌کند.
فرمول
PV=nRT که در آن P فشار گاز، V حجم گاز، n تعداد مول گاز، R ثابت جهانی گازها و T دمای گاز می‌باشد.